# Vigilio di Trento
Vigilio (... – 26 giugno 400 o 405) fu il terzo vescovo di Trento; è venerato come martire della fede e santo dalla Chiesa cattolica.

## Biografia

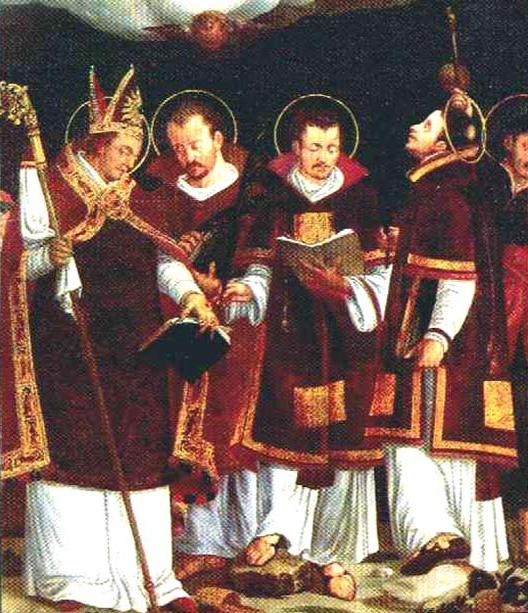
San Vigilio vescovo e i santi martiri Sisinnio, Martirio e Alessandro di Paolo Naurizio, 1583, museo diocesano tridentino

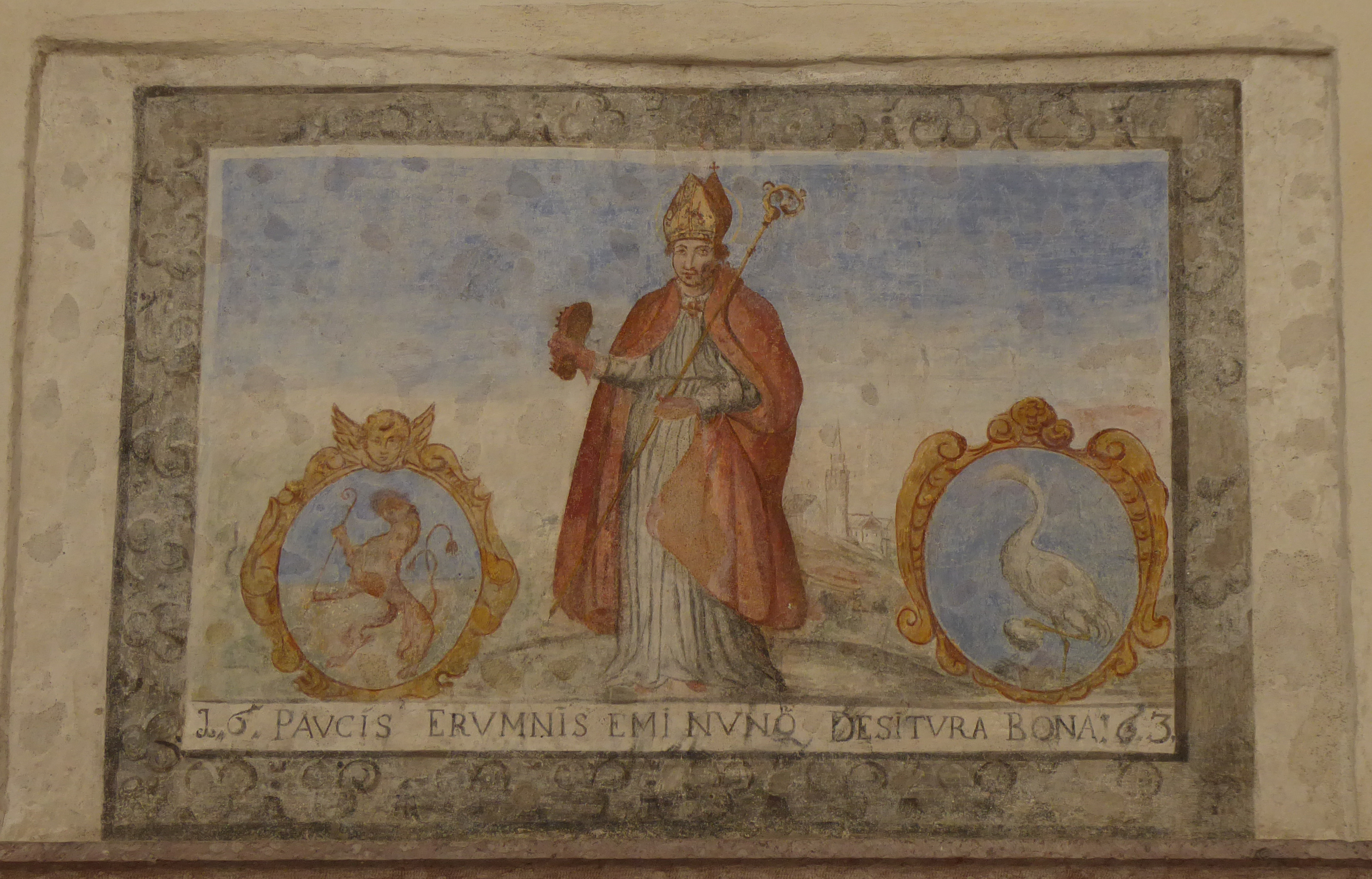
Affresco raffigurante san Vigilio sulla chiesa di Santa Maria Assunta di Mezzocorona

### Fonti

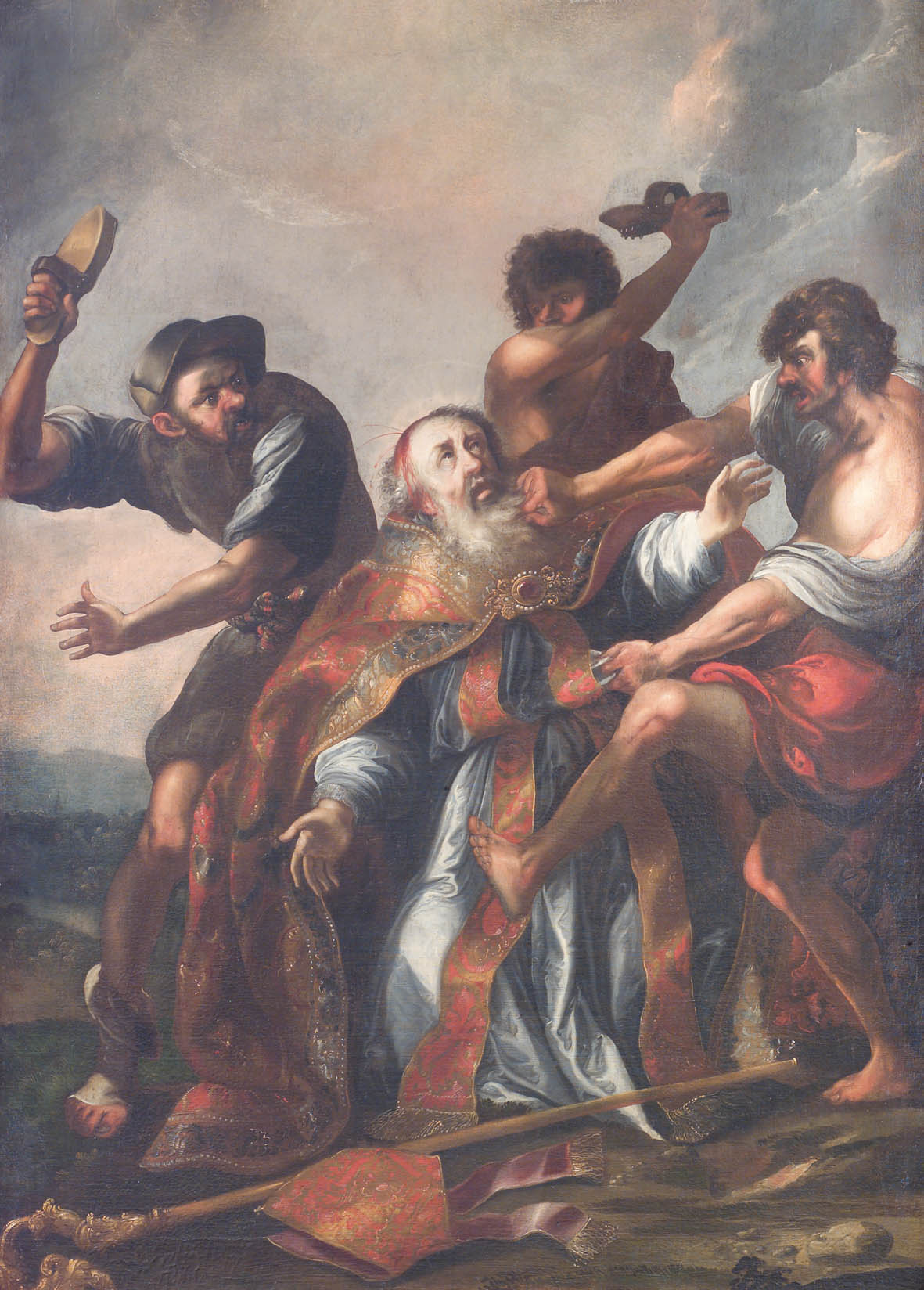
Il martirio di San Vigilio di Stephan Kessler, 1657, Palais Mamming Museum, Merano

I dettagli sulla vita di Vigilio sono scarsi, e non è facile separare i fatti dalle invenzioni, perché più che dalle poche fonti storiche (le uniche coeve sono tre lettere, una di sant'Ambrogio e due dello stesso Vigilio), la figura di questo vescovo è stata plasmata principalmente dalla sua Passio agiografica, innanzitutto composta probabilmente in epoca longobarda, e quindi posteriore ai fatti di almeno due secoli, e poi redatta anche sulla base di racconti orali e sotto l'influsso della moralità e delle esigenze religiose dell'epoca. 
La parte più importante della Passio è quella che racconta il martirio subìto da Vigilio in val Rendena. In realtà è probabile che egli non sia morto di morte violenta; gli autori dell'inizio del V secolo (Massimo, Gaudenzio, Agostino, Paolino) che parlano esplicitamente del martirio dei tre santi d'Anaunia, non fanno invece alcuna menzione di una simile fine per Vigilio, e lo stesso avviene nel martirologio geronimiano, che pure ha un occhio di riguardo per la zona aquileiese. Cionondimeno va segnalato che la prima fonte (comunque tardiva) a citare il martirio di Vigilio non è la Passio, bensì un carme composto da Venanzio Fortunato verso il 565-66, in vista della consacrazione dell'oratorio di Sant'Andrea di Ravenna.
Oltre a questo, va notato che alcune fonti d'inizio Medioevo, ad esempio il messale di Udalrico II, spostano Vigilio dal terzo al diciottesimo posto nella lista dei vescovi di Trento, ferma restando però le datazione e quindi anticipando di molto la nascita della comunità cristiana a Trento: si tratta di una falsificazione, dovuta al desiderio che le diocesi (in questo caso, quella di Aquileia) avevano in quel periodo di retrodatare la propria fondazione per avvicinarla agli anni della vita di Cristo.

### Storia

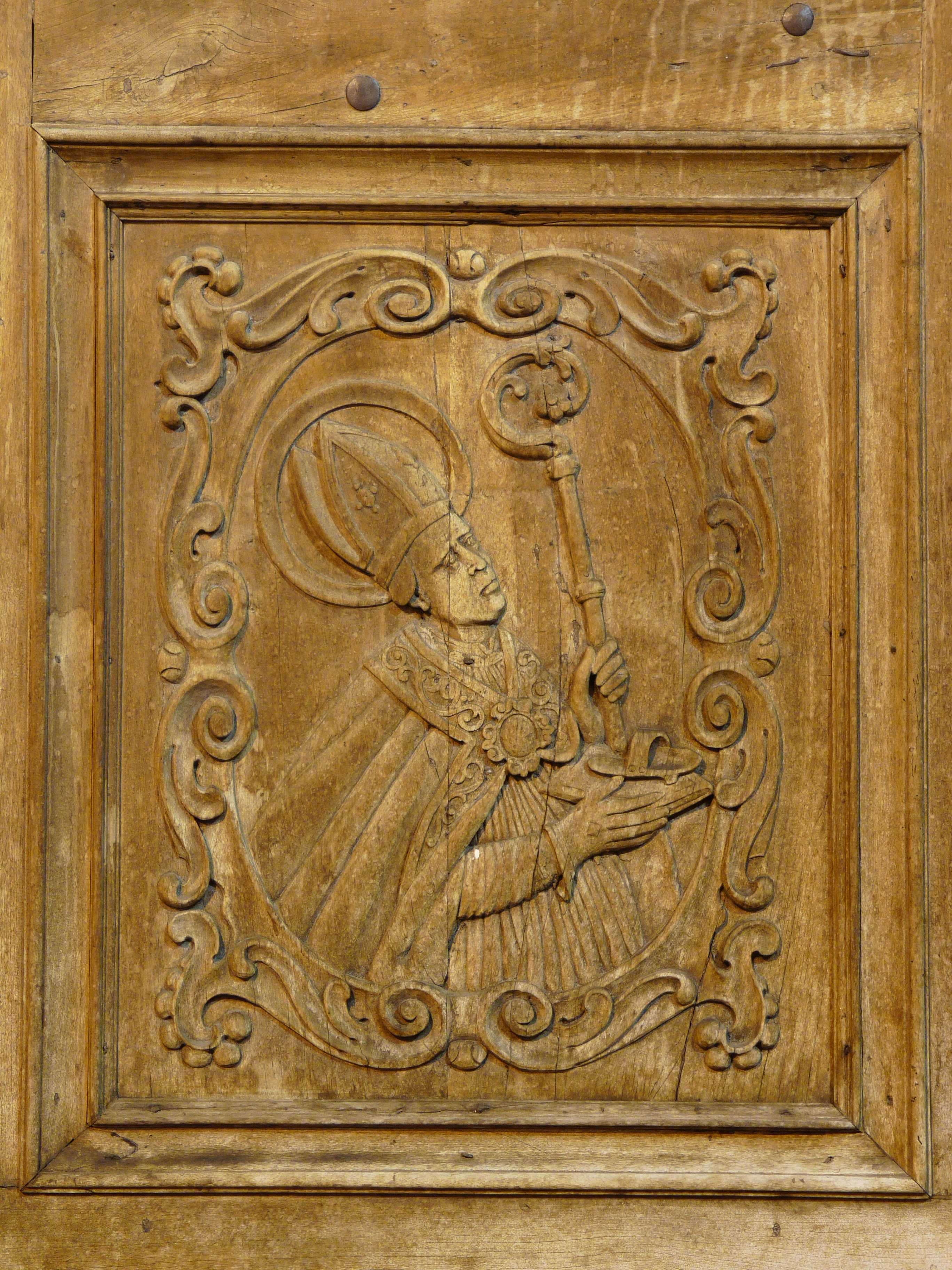
Rilievo di san Vigilio sul portale della chiesa di San Pietro di Trento

Nulla di certo si conosce delle origini di Vigilio; dopo la nomina a vescovo di Trento, scrisse ad Ambrogio, vescovo di Milano (a cui papa Siricio aveva delegato la gestione del Nord Italia) per chiedergli di confermare la propria elezione: di questo scambio epistolare è giunta sino a noi solo la risposta di Ambrogio il quale, oltre a riconoscere ufficialmente l'ascesa di Vigilio al soglio tridentino, gli invia alcune raccomandazioni per i cristiani locali, tra cui quella di non sposarsi con i pagani (per evitare di essere influenzati dalla loro religione) e di comportarsi onestamente con dipendenti e debitori.
All'epoca in effetti il Trentino era in gran parte ancora pagano; per l'evangelizzazione dell'Anaunia (l'odierna val di Non), Vigilio ottenne l'aiuto di tre diaconi venuti da Milano ma originari della Cappadocia, Sisinnio, Martirio e Alessandro: dopo alcuni anni di faticoso ministero, nell'anno 397 per essi giunse l'epilogo. La sera del 28 maggio, nell'odierna Sanzeno, Sisinnio intervenne a difesa di una famiglia cristiana che stava venendo costretta dai compaesani pagani a partecipare a un rito propiziatorio: gravemente ferito dai villici infuriati, venne tratto in salvo e riportato a casa dei suoi compagni, ma la mattina seguente tutti e tre vennero uccisi in un nuovo assalto, e i loro corpi gettati su un rogo alimentato con le travi di una chiesetta che essi stessi avevano costruito. Recuperati i resti dei tre diaconi, Vigilio li riportò a Trento e li fece seppellire in una piccola basilica cimiteriale fuori dalle mura cittadine, l'odierno duomo di Trento, in cui lo stesso Vigilio venne sepolto alla morte, sopraggiunta nel 400 o nel 405.
Vigilio scrisse un resoconto dei fatti dell'Anaunia in due lettere, che erano accompagnate da alcune reliquie dei tre martiri: la prima, spedita probabilmente subito dopo gli eventi, è indirizzata a Simpliciano, che era succeduto ad Ambrogio come vescovo di Milano; la seconda, forse un po' più tardiva, è indirizzata a Giovanni Crisostomo, vescovo di Costantinopoli. In entrambe le missive, Vigilio si duole di essere stato soltanto testimone del martirio dei tre diaconi, e non compartecipe.

### Agiografia
Secondo la sua Passio, Vigilio sarebbe stato di stirpe romana, e avrebbe studiato a Roma oppure ad Atene. Versioni più tarde del testo citano anche sua madre e i suoi due fratelli, Massenza, Claudiano e Magoriano, assieme ai quali si sarebbe trasferito a Trento dopo la morte del padre: Massenza appare per la prima volta nel calendario dei santi del messale di Udalrico II, dove però è detta vergine e martire (il suo culto come madre di san Vigilio comincia nel X secolo), mentre Claudiano e Magoriano (o Magorio) sono i nomi dei primi due successori di Vigilio, ossia il quarto e il quinto vescovo di Trento.
L'elezione al soglio episcopale sarebbe avvenuta in giovanissima età, intorno ai vent'anni (un'eventualità molto improbabile), e sarebbe stato consacrato dal vescovo di Aquileia, in una chiesa fuori dalle mure di Trento (ossia l'odierna cattedrale, cosa che in effetti avveniva ai tempi in cui la Passio venne composta, ma non all'epoca di Vigilio). Segue quindi la tenace e rapidissima evangelizzazione non solo della diocesi di Trento, ma anche di parte di quelle di Verona e Brescia: nella Passio, questo forse riflette il passaggio di ampi territori dei municipi veronese e bresciano a quello trentino, che avvenne proprio in epoca longobarda: la conversione del Trentino al cristianesimo fu in realtà molto più lenta. 
Al momento del martirio di Sisinnio, Martirio e Alessandro, Vigilio avrebbe avuto una visione delle loro anime salire verso il Paradiso, e sarebbe stato colto a sua volta dal "vivo desiderio di conquistare la palma del martirio". Quindi, dopo aver recuperato i corpi dei tre diaconi e averli seppelliti nella basilica di Trento, avrebbe deciso di recarsi a predicare nell'ultimo territorio del Trentino rimasto pagano, la val Rendena, insieme con i suoi fratelli e con un altro diacono di nome Giuliano: giunto presso il podere di un tal Servizio, avrebbe fatto a pezzi una statua di Saturno e la popolazione, inferocita, avrebbe preso i quattro cristiani a sassate: Vigilio sarebbe così morto per lapidazione. In alcune versioni della storia la prima a colpire il vescovo fu una donna, usando uno zoccolo di legno (una "sgalmera"), in altre furono tutti i pagani a colpire Vigilio a zoccolate: lo zoccolo è quindi uno dei suoi attributi iconografici.
I compagni di Vigilio, usciti illesi dall'aggressione, ne avrebbero riportato il corpo a Trento per seppellirlo, e lungo il viaggio sarebbero avvenuti spontaneamente vari miracoli. Giunta la processione al ponte sulla Sarca al Vat (dove oggi sorge la chiesa di San Vigilio di Tione), i fedeli sarebbero stati costretti a posare il corpo su di una roccia, perché un drappello di bresciani armati voleva sottrarglielo e si placò soltanto avendo ottenuto invece un vaso d'argento. In altre versioni ancora, una volta ucciso Vigilio i popolani l'avrebbero gettato nel fiume, e i suoi compagni l'avrebbero ripescato al Vat. Secondo la Passio, il martirio avvenne il giorno 26 giugno, nell'anno in cui era console il generale Stilicone, il quale però occupò la carica per due volte, nel 400 e nel 405; questo sarebbe stato il dodicesimo anno di episcopato per Vigilio, il che porrebbe la sua elezione nel 388-89, oppure nel 393-94. Esiste peraltro anche una leggenda secondo cui Vigilio, inseguito dagli abitanti della Rendena, giunse presso Cadine e, posata la mano sulla roccia, le implorò di spalancarsi per farlo passare: si aprì così il Bus de Vela, permettendogli di arrivare a Trento sano e salvo.
La Passio conclude dicendo che gli atti del martirio di Vigilio vennero inviati dal papa a Roma, il quale li consegnò all'imperatore che stava marciando contro gli invasori Alemanni; avvolti in un tessuto e branditi come uno stendardo, questi atti misero in fuga i barbari prima ancora che il combattimento potesse iniziare.

## Culto
Sepolto accanto ai tre martiri d'Anaunia, Vigilio venne molto velocemente considerato come santo e, sicuramente a partire dal VI secolo, venerato anche come martire. La sua festa cade il 26 giugno, una data che era già consolidata al tempo della composizione della Passio. 
La basilica cimiteriale dove i quattro erano inumati, che è l'odierno duomo di Trento, venne intitolata a san Vigilio probabilmente durante l'episcopato di Eugippio (VI secolo). In epoca longobarda si diffuse anche l'usanza di intitolare a san Vigilio alcune chiese nei territori più esterni della diocesi di Trento, come a volerne salvaguardare i confini: è il caso delle pievi di Ossana, di Nago e di Rendena, e delle chiese di Maia, Moena, Molina di Ledro, Vanga, Virgolo, Marebbe, Vallarsa e Sabbionara. Oltre che in Trentino e nelle immediate vicinanze, una chiesa dedicata al santo esiste dall'VIII secolo anche a Bergamo.
In epoca moderna, san Vigilio è il santo patrono dell'arcidiocesi di Trento e compatrono (con san Cassiano) della diocesi di Bolzano-Bressanone; a Trento, dal 1984 nella seconda metà di giugno si svolgono le Feste Vigiliane. La sua figura è ricordata anche da due percorsi escursionistici: il cammino di San Vili, da Madonna di Campiglio a Trento, ideato dalla SAT nel 1988, e la Via Vigilius, dal Monte San Vigilio sopra a Lana a Trento, nata nel 2014.